# Лари Нивън
Лорънс ван Кот Нивън (на английски: Laurence van Cott Niven) е американски писател на научна фантастика.

## Биография и творчество
Лорънс „Лари“ Нивън е роден на 30 април 1938 г. в Лос Анджелис, щат Калифорния, САЩ. Той учи в Калифорнийския технологичен институт и Уошбърнския университет и през 1962 година получава бакалавърска степен по математика. Неговият първи разказ „The Coldest Place“ слага началото освен на неговото творчество също и на поредицата, която включва много от произведенията на Лари Нивън – „Легенди за познатия космос“. Най-популярните произведения на Нивън, които не са част от този сериал са романът „The Flying Sorcerers“ и три романа които Лари Нивън пише в съавторство с Джери Пурнел. Други негови популярни произведения са трите книги написани съвместно със Стивън Барнс-поредицата „Dream Park“.

### Цикли

#### Цикъл Ringworld (Пръстенов свят)
- Ringworld (Пръстенов свят)
- The Ringworld Engineers (Пръстенов свят II)
- The Ringworld Throne (Тронът)
- Ringworld's Children (Децата на пръстенов свят)

#### Цикъл The State
- A World Out of Time (Свят извън времето)

#### Цикъл The State (разкази)
- Night on Mispec Moor
- Rammer

#### Цикъл Gil Hamilton Novels (Джил Ръката – романи)
- The Patchwork Girl

#### Цикъл Gil Hamilton Stories (Джил Ръката – разкази)
- Death by Ecstasy (Смърт в екстаз)
- The Defenceless Dead (Беззащитните мъртъвци)
- ARM (РАМО)
- The Woman in Del Rey Crater

#### Цикъл The State – Integral Trees
- The Integral Trees
- The Smoke Ring

#### Цикъл „Dream Park“ (със Стивън Барнс)
- Dream Park
- The Barsoom Project
- Dream Park: The Voodoo Game

#### Цикъл Moties (с Джери Пурнел)
- The Mote in God's Eye (Прашинка в божието око)
- The Gripping Hand

#### Цикъл Heorot (съсСтивън Барнс, Джери Пурнел)
- The Legacy of Heorot
- Beowulf's Children

#### Цикъл Tales of Known Space
- World of Ptavvs
- A Gift From Earth
- Protector (Протектор)

#### Цикъл Tales of Known Space – разкази
- At the Bottom of a Hole
- How the Heroes Die
- Safe at Any Speed
- The Warriors

#### Цикъл Draco's Tavern
- Cruel and Unusual
- Grammar Lesson
- The Subject Is Closed
- Assimilating Our Culture, That's What They're Doing!
- The Schumann Computer
- Limits

#### Цикъл Svetz
- The Flying Sorcerers (с Дейвид Геролд)
- A Hole in Space

### Романи
- Destiny's Road
- Fallen Angels (с Джери Пурнел, Майкъл Флин)
- Rainbow Mars
- The Magic Goes Away
- The Magic Goes Away (с Пол Купърбърг, Ян Дурзема)

#### Романи (със Стивън Барнс)
- Achilles' Choice
- The Descent of Anansi

#### Романи (с Джери Пурнел)
- Footfall
- Inferno
- Lucifer's Hammer
- Oath of Fealty

#### Романи (със Стивън Барнс, Джери Пурнел)
- The Dragons of Heorot

### Повести и разкази
- $16,940.00
- A Kind of Murder
- A Relic of Empire (Реликт на империята)
- A Teardrop Falls
- All the Bridges Rusting
- All the Myriad Ways (Всичките милиард разклонения)
- Assimilating Our Culture, That's What They're Doing
- At the Core (В ядрото)
- Becalmed in Hell
- Bird in the Hand (Птица в ръката)
- Bordered in Black
- By Mind Alone
- Cautionary Tales
- Choosing Names (Избирайки имена)
- Cloak of Anarchy (Мантия от анархия)
- Convergent Series (Сходяща редица)
- Death in a Cage (Смърт в клетка)
- Down and Out
- Dry Run
- Eye of an Octopus (Окото на октопода)
- Flare Time
- Flash Crowd
- For a Foggy Night
- Get a Horse! (Хвани си кон)
- Grendel
- Handicap
- In the Cellar
- Inconstant Moon (Непостоянна луна)
- Intent to Deceive
- Leviathan (Левиатан)
- Like Banquo's Ghost
- Madness Has Its Place
- Man of Steel / Woman of Kleenex
- Mistake (Грешката)
- Neutron Star (Невронна звезда)
- No Exit (& Hank Stine)
- Not Long Before the End (Близо до края)
- On the Marching Morons (& Айзък Азимов)
- One Face
- Passerby
- Plaything
- Rotating Cylinders and the Possibility of Global Causality Violation
- Singularities Make Me Nervous (Сингулярността ме изнервя)
- Talisman (& [[Dian Girard)
- The Adults
- The Alibi Machine (Машината за алиби)
- The Borderland of Sol
- The Coldest Place (Най-студеното място)
- The Deadlier Weapon
- The Deceivers
- The Ethics of Madness (Етиката на лудостта)
- The Flight of the Hors (Полетът на коня)
- The Fourth Profession
- The Green Marauder (Зеленият мародер)
- The Handicapped (Безръките)
- The Hole Man
- The Jigsaw Man
- The Last Days of the Permanent Floating Riot Club
- The Lion in His Attic
- The Magic Goes Away (Магията изчезна)
- The Meddler
- The Nonesuch
- The Portrait of Daryanree the King
- The Real Thing (Истинските неща)
- The Return of William Proxmire
- The Soft Weapon (Нежно оръжие)
- The South Los Angeles Broadcasting System
- The Wishing Game (Игра на желания)
- There Is a Tide
- There's a Wolf in My Time Machine
- Three Vignettes
- Transfer of Power
- Unfinished Story
- Wait It Out (Докато дойдат)
- What Can You Say About Chocolate Covered Manhole Cover
- What Good is a Glass Dagger? (За какво може да послужи един стъклен кинжал?)
- World of Ptavvs
- Wrong-Way Street (Задънена улица)

#### Повести и разкази (със Стивън Барнс)
- Retrospective
- The Locusts

#### Повести и разкази (с Джери Пурнел)
- Reflex (Рефлекс)
- Spirals (Спирали)